# Піца капрічоза
Піца капричоза (італ. Pizza capricciosa) — італійська піца, приготована з сиру моцарела, запеченої шинки, грибів, артишоків і помідорів. Гриби, як правило, печериці, але можуть бути і інші. В деяких версіях може також використовуватися прошуто (в'ялена шинка), мариновані артишоки, оливкова олія, оливки, листя базиліка і яйця. Капричоза може бути приготована на тонкому тісті.
Різновид капричози — піца Чотири сезони (італ. quattro stagioni): начинка у них розподіляється по-різному.
Піца капричоза була винайдена в однойменному ресторані в Римі в 1937 році.